# 根拠に基づく実践
根拠に基づく実践(Evidence-based practice (EBP)は1992年に正式に導入されてから普及してきた、臨床実践への学際的なアプローチである。医学において根拠に基づく医療(EBM)として始まり、コ・メディカルと教育分野とその他に広がった。根拠に基づく実践(EBP)は伝統的に3つの基本原則をまとめた「三本足の椅子（スツール）」の観点から定義されている。すなわち(1)ある治療が効くのかどうか、またなぜ効くのかについての入手可能な最良の研究エビデンス、(2)それぞれの患者固有の健康状態と診断、それらに対して取りうる介入の個々のリスクと利益をすばやく特定する臨床的専門知識（臨床的判断と経験）、(3)クライアントの好みと価値観、の3つである。
根拠に基づく行動実践(Evidence-based behavioral practice(EBBP))は「実践者の専門知識に対して入手可能な最良のエビデンスと、ほかのリソースと、影響を受ける人達の特徴・状態・必要性・価値観をまとめて、どのように健康を促進し、ケアを提供するかの意思決定から成る。これは環境と組織の文脈に準拠した方法で行われる。エビデンスは観察と実験を通じ、問いを定式化し、仮説のテストをしてデータを系統的に集めたことから生まれる研究結果である。」

## 医療と教育における歴史
近年、根拠に基づく実践(EBP)はアメリカ心理学会や米国作業療法学会やアメリカ看護師協会やアメリカ理学療法士協会などの専門職団体により強調されており、それらの団体はメンバーに対して、調査を実行して特定の介入の使用を支持または棄却するエビデンスを提供するように薦めている。同じような推奨がカナダでの専門職団体でもされている。根拠に基づく実践(EBP)に対しては、公共と民間の医療保険提供者からも圧力がかけられており、医療保険提供者は体系だった有用性のエビデンスのない実践にたいしては保険支払いを拒否することがある。
医療や心理学や精神医学やリハビリテーションなどの専門的実践の分野では、過去において実践がゆるく不正確な知識に基づいていた時期があった。一部の知識は実践者の経験に基づく伝承であり、知識の多くはさまざまな実践を正当化する有効な科学的エビデンスを持っていなかった。
過去、このことは偽医療に対して門戸を開くことに繋がっており、領域の訓練を全く受けていないが、訓練を受けているような印象を与えようとしていた人々により、利益やほかの動機によって偽医療は行われていた。科学的方法が徐々にそのような方法に対して正当な検証を提供する手段として認識されるにつれて、分野（特に医療）の完全性を維持する手段としてだけではなく、市民を偽医療の「治療」の危険から守る手段として、偽医療の実践者を排除する必要性は明らかになった。さらに、あからさまな偽医療がないところでも、何が実際にうまくいくのかを特定することは価値があり、そして特定することは改善され促進されうるとされていた。
根拠に基づく実践の考えは教育の分野にも影響を与えた。ある解説者は、教育において想定されるはっきりした進歩の欠如は、何千という個々の教師のバラバラで蓄積されない経験に原因があり、個々の教師は車輪の再発明をしており、「何がうまくいくか」についての堅固な科学的エビデンスから学ぶことに失敗していると言った。この意見の反対者は、堅固な科学的エビデンスという言い方は教育においては間違っていると主張している。（医療において）ある薬が効くと知っていることは、ある教育方法がうまくいくことを知っていることとは全く異なっており、なぜなら教育は多くの要因に依存しており、特に教師のスタイルや性格や信念（考え）と特定の子どもの要求に関連している(マーティン・ハマーズリー 2013)。根拠に基づく実践(EBP)の反対者の一部は、教師は教師自身の個人的な実践を開発する必要があり、その実践は教師自身の経験を通じて獲得された個人的知識に依存していると主張している。教師の実践が研究エビデンスと結合されなければいけないと主張する人もいるが、そのエビデンスが特権的に扱われることはない。

## 説明
根拠に基づく実践(EBP)は専門家やその他の意思決定者が意思決定をする方法を特定しようとするアプローチであり、実践のエビデンスを特定し、実践をどれだけ科学的に健全かによって評価する。根拠に基づく実践のゴールは不健全で極度にリスクのある実践を排除してよりよい結果をもたらす実践を支持することである。
根拠に基づく実践(EBP)はさまざまな方法（研究を注意深く要約する、アクセス可能な研究の要約を公開する、研究結果をどう理解して適用するかについて専門家を教育する）を使い、専門家やその他の意思決定者を、意思決定に対して情報を与えるエビデンスにもっと注意を払うように促し、時には強制する。根拠に基づく実践(EBP)が適用されれば、専門家は入手可能な最良のエビデンス（利用可能なもっとも適切な情報）を使うように促される。

## 導入の現状
根拠に基づく実践の根本において核となる活動は以下の通りである：
- 科学的実験につながる実践に対する疑問的アプローチ
- エピソード的記述を置き換える注意深い観察と列挙と分析、たとえば、EBSCO's Dynamedなど[5]。
- 系統的な検索のためにエビデンスを記録してカタログ化する。[6]

現在の根拠に基づく実践(EBP)の技術に対する信頼の大部分は疫学者のアーチー・コクランによるものであり、コクランは『Effectiveness and Efficiency: Random Reflections on Health Services』の著者である。
コクランはリソースは常に限られているので、リソースは適切に設計された評価により効果的だと示された医療を提供するために使われるべきだと主張した。 コクランはもっとも信頼できるエビデンスはランダム化比較試験(randomized controlled trials (RCTs))によるものだと主張した。
根拠に基づく実践(EBP)が非常にうまく医療サービスに組み込まれた主な理由の一つは、患者の健康アウトカムの向上と、治療は科学的エビデンスに基づくべきという全面的な態度を接続する広範な研究である(Institute of Medicine, 2001; Sackett & Haynes, 1995)。今では専門家はクライアントに対して最も役に立ち、プロとして適切であるために、十分に情報を持ち最新の知識に追いつくべきだとされている(Gibbs, 2003; Pace, 2008; Patterson et al., 2012)。

## 伝統に対して
根拠に基づく実践(EBP)は複雑で誠実な意思決定を伴い、その意思決定は入手可能なエビデンスだけでなく、患者の特徴と状況と好みに基づく。根拠に基づく実践(EBP)は、治療は個人に合わせるものであり、変化するものであり、不確実性と確実性を伴うことを認識する。
根拠に基づく実践は、専門職がどんなタスクが手元にあっても改善を行えるような最良の実践の個別のガイドラインを開発する。根拠に基づく実践(EBP)は哲学的アプローチであり、経験則と民間伝承と伝統とは反対のものである。「いつもやっているとおりの方法」に対する信頼の例はほとんどどの専門職にも見られる。いつもの方法が新しいよりよい情報と矛盾する場合でもそうである。EBPはベストプラクティスの個別ガイドラインを作成し、どんな専門的な仕事であれ、その改善に役立てるものである。 
しかし、ここ20年ほどの根拠に基づく実践にたいする熱狂にもかかわらず、（論文）執筆者の中には根拠に基づく実践を再定義するものもおり、EBPの最初期における経験的な研究の土台の強調に矛盾するか、少なくとも他の要素を加えている。たとえば、根拠に基づく実践はアウトカム研究に基づくだけでなく、実践上の知恵（臨床家の経験）や家族の価値観（本人や家族や属する集団の好みや仮定）に基づく治療の選択として定義されるかもしれない。
（論文）執筆者たちとは逆に、研究志向の科学者は伝統的な知恵をただ受け入れるのではなく、特定の実践が違う集団や性格タイプに対してうまくいくのかどうかをテストする。たとえば、国立アルコール乱用・依存症研究所(the National Institute on Alcohol Abuse and Alcoholism (NIAAA))によって米国内の多くの場所で行われたMATCH Studyは、アルコール依存の特定のタイプのクライアントがランダムに割り当てられた3つの違った治療アプローチから違う利益を得るかどうかをテストした。この研究の考えはアプローチ自体の検証ではなく、クライアントと治療法のマッチングの検証であり、クライアントの選択という問いがなかったが、研究によりクライアントの特徴の違いに関わらず、アプローチごとに結果の違いはなかったことが示された。例外としては怒りのスコアの高かったクライントは非対立的なモチベーション強化のアプローチでよりうまくいった。そのアプローチはアルコール治療のアウトカム評価のメタアナリシスでより優れていると示されており、MATCHプロジェクトの12のセッションとは対照的に4つのセッションしか必要としなかった。
根拠に基づく実践の理論は看護において当たり前になってきている。「学士号を持った看護士は他のタイプの看護士との協力を追求し、根拠に基づく実践のプラス面を示していくことが期待される。」いくつかのタイプの記事を見て、そのタイプの実践は標準的なケアに影響するかどうかを調べることは重要だが、ほとんどの場合で有効ではない。どの記事もその記事のバイアスが何であるかは特定していない。根拠に基づく実践は、すべての処置と治療と薬がなぜ与えられるかを調べることによってその評判を得てきた。このことは実践を洗練させて、患者の安全が満たされていることを保証するために重要である。

## 研究に基づく根拠
根拠に基づくデザインとdevelopment decisionsは、ルールや一回の観察や習慣に頼るのではなく、厳格なデータ収集の繰り返しから得られた情報を検討することで作られている。 根拠に基づく医療と根拠に基づく看護実践はこのアプローチを採用した二大領域である。精神医学と地域精神保健では、根拠に基づく実践のガイドは薬物乱用・精神衛生管理庁（Substance Abuse and Mental Health Services Administration）や ロバート・ウッド・ジョンソン財団などの組織によってNational Alliance on Mental Illnessと共同で作られてきた。根拠に基づく実践は今では健康以外の多様な領域に広がっており、結果重視の政策(results-focused policy)、結果のためのマネジメント(managing for outcomes)、エビデンスから情報を得た実践(evidence-informed practice)などの名前からも分かるように同じ原則が適用されている。
ケアにおけるこのモデルは大学で30年研究されてきており、徐々に公共部門に広がっている。このモデルは古い「医療モデル」（あなたは病気なので、この薬を飲んでください）から離れて、患者を診断の出発点とする「根拠の示されたモデル」に効果的に移動している。根拠に基づく実践は、医療、少年司法、精神保健および社会サービスその他の分野で採用されている。根拠に基づく実践の理論は看護において当たり前になってきている。「学士号を持った看護士は他のタイプの看護士との協力を追求し、根拠に基づく実践のプラス面を示していくことが期待される。」
専門職の実践を導く最良のエビデンスを使うときの鍵となる要素は、研究に基づくエビデンスと、使われるエビデンスのレベルとタイプと、タスクか取り組みを終えたあとの効果の評価を使用した問いの開発である。根拠に基づく実践のどの分野にもあるひとつのはっきりした問題は、低品質で、矛盾した、不完全なエビデンスの使用である。根拠に基づく実践は教育と心理学と経済学と看護とソーシャルワークと建築などの専門職における本質的な部分を作り続けている。

### 心理学
心理学における根拠に基づく実践(EBP)は実践者に特定の種類の研究エビデンスに基づく心理学的アプローチと技術に従うことを要求する(Sackett, Straus, Richardson, Rosenberg, & Haynes, 2000)。
経験的に支持された治療の基準はChamblessとHollonによって定義されてきた(1998)。二人によると、治療が「有効で特効がある」とみなされるのは、少なくとも2つの設定で、錠剤や心理学的プラセボや他の効果のある治療よりも優れているというエビデンスがある場合である。もし2つ以上の設定で、ある治療が治療のない場合と比べて優れているというエビデンスがあれば、その治療は「有効」とみなせる。1つだけの設定で1つ以上の研究から支持がある場合は、結果が再現されるまで「有効である可能性がある」とみなせる。これらのガイドラインに従うと、認知行動療法(cognitive behavior therapy (CBT))が突出して大人・青年・子供の幅広い症状に対して最も経験的に支持されている。「根拠に基づく実践(EBP)」という用語は必ずしも厳格な流儀で使われているわけではなく、多くの心理学者は、彼らの使う方法が「有効性」の確立された基準を満たさない場合でも、自分は「根拠に基づくアプローチ」に従っていると主張する(Berke, Rozell, Hogan, Norcross, and Karpiak, 2011)。実際には、すべての精神保健従事者が根拠に基づくアプローチでのトレーニングを受けているわけではなく、そして大衆は根拠に基づく実践の存在を知らないことが多い。しかし、「根拠に基づくアプローチ」でのトレーニングを受けた精神保健従事者が、他の方法でトレーニングを受けた精神保健従事者よりもより効果的でより安全だという保証はない。結果として、患者は必ずしも手に入る最も効果的で、安全で費用効率のよい治療を受けられるわけではない。根拠に基づく実践をより普及させるため、アメリカ行動認知療法学会(Association for Behavioral and Cognitive Therapies (ABCT))とSociety of Clinical Child and Adolescent Psychology（SCCAP）、 アメリカ心理学会（American Psychological Association）の第53部局)、は心理学における根拠に基づく実践に関するウェブサイトで、実践者と大衆のために最新の情報を公開している。「根拠に基づく」は専門用語であり、有効性を支持する何十年ものエビデンスがありながら「根拠に基づく」とは考えられていない治療法がたくさんあることは注意すべきである。
臨床心理学における根拠に基づく実践(EBP)に関する議論の中には後者を「経験的に支持された治療(empirically supported treatments (ESTs))」と区別するものもある。経験的に支持された治療(ESTs)は「説明された母集団に対するコントロール研究において有効であることが示された、明確に特定された心理学的治療」として定義されてきた。根拠に基づく実践(EBP)を経験的に支持された治療(ESTs)と区別する人は、根拠に基づく実践(EBP)における研究エビデンスと臨床的専門知識とクライアントの価値観という「3本の足」の統合を強調する。後者の観点からは、経験的に支持された治療(ESTs)は最初の「足」つまり研究エビデンスを基本的で排他的に強調していると理解されている。

### エビデンスのレベルと研究の評価
研究結果に関する結論は確率的手法で作られているので、アウトカム研究レポートをふたつの単純なカテゴリーに分けることは無理である。研究エビデンスは「根拠に基づく」と「根拠に基づかない」に単純に分けられず、研究が設計され実行された方法の要素に基づいて、連続体の一方から一方のどこかに位置するものとなる。連続体の存在は「エビデンスのレベル」、または治療が効果的だという強い・弱いエビデンスのカテゴリーの観点から考えることを必須とする。研究レポートを治療のための強い・弱いエビデンスとして分類するには、研究の質と報告されたアウトカムを評価することが必要である。
研究の質の評価は難しい作業で、研究レポートと背後の情報を細部まで読むことを要求する。研究者によって報告された結論をそのまま受け入れるのは適切ではないかもしれない。たとえば、アウトカム研究のある調査で、70%の研究が研究デザインから正当化できない結論を述べていた。
心理学者による初期の根拠に基づく実践の課題の検討は、ある治療の効果性を支持する２つの独立したランダム化比較試験を要求するという、厳しいが単純な根拠に基づく実践の定義を提供した。しかし、さらなる要因の検討が必要であることが明らかになった。その要因とは、エビデンスのより低次だが有用なレベルの必要性と、さらなる基準を満たす「金字塔的」なランダム化試験の必要性である。
研究レポートを評価するための多数のプロトコルが提案されてきており、以下の段落で要約する。研究エビデンスを根拠に基づく実践(EBP)と根拠に基づかない実践のカテゴリーに二分するプロトコルもあるが、複数のエビデンスのレベルを採用するプロトコルもある。読者が気づかれる通り、さまざまなプロトコルで使われる基準はある程度オーバーラップしているが、完全にはオーバーラップしていない。
Kaufman Best Practices Projectアプローチは根拠に基づく実践(EBP)を正確な意味においては使わなかった。しかし、同じ問題を扱うように意図された介入グループのなかから、もっとも容認できる治療法を選択するためのプロトコルを提供した。「最良の実践」と指定されるために、治療法は堅固な理論の基礎と、臨床的実践における一般的な受容と、多くの逸話的・臨床的文献を持つ必要がある。このプロトコルはまた有害ではないという証拠と、少なくとも１つのランダム化比較研究と、記述的な刊行物と、妥当な量の必要なトレーニングと、ふつうの状況で使用しうるということを要求する。このプロトコルに欠けているのは、ランダム化されていないデザイン（クライアントと実践者のどちらかが、個人がある治療を受けるかどうかを決める）の可能性、使用される比較グループのタイプを特定する必要性、交絡変数の存在、アウトカム測定の信頼性と妥当性、要求される研究分析のタイプ、または評価プロトコルによって要求されるたくさんの要因などである。
Saunders他により提案されたプロトコルは研究レポートを、研究デザインと理論的背景とおこりうる害のエビデンスと一般的な受容に基づいて、6つのカテゴリーに分類した。このプロトコルに分類されるためには、マニュアルまたは似た介入の記述を含む、記述的な刊行物がなければならなかった。このプロトコルは比較グループの性質、交絡変数の影響、統計分析の性質、または多数の他の基準を考慮していない。介入は、対象の治療法を適切な他の治療法と比較して、対象の治療法に有意な利点を示す2つ以上のランダム化比較アウトカム研究がある場合に、カテゴリー1、よく支持された効果のある治療法、に割り当てられた。介入は非治療グループに対してなんらかの形のコントロールをした非ランダム化デザインによるプラスのアウトカムに基づいてカテゴリー2、支持されたおそらく効果的な治療法、に割り当てられた。カテゴリー3、支持された受容可能な治療法、は単一のコントロールまたは非コントロール研究に支持されているか、または一連の単一被験者研究に支持されているか、または関心対象の母集団ではなく違う母集団に対する研究により支持されたものである。カテゴリー4、見込みがあり受容可能な治療法、は一般的な受容と臨床の逸話の文献を除き、支持のない介入である。しかし、害の可能性のエビデンスがあれば、治療法はこのカテゴリーから排除される。カテゴリー5、革新的な新しい治療法、は有害であるとは考えられていないが文献の中では広く使われてないか議論されていない介入である。カテゴリー6、懸念のある治療法、は害をなす可能性のある治療、そして未知のまたは不適切な理論的基礎を有する治療に対する分類である。
研究の質の評価のためのプロトコルは、Centre for Reviews and Disseminationにより提案された。Khan他により用意され、医療的・心理社会的介入の両方を評価するための一般的な方法として意図された。ランダム化されたデザインの使用を強く推奨しているものの、このプロトコルはそのようなデザインは真のランダム化と、クライアントとアウトカムを評価する人々から、割り当てられた治療グループを隠すなどの、要求される基準を満たす場合にのみ有益であると言う。Khan他のプロトコルはグループにおけるより大規模な削減に関連する問題を避けるために、「治療する意思」に基づいて比較することの必要性を強調した。またKhan他のプロトコルは非ランダム化研究に要求される基準を提示しており、潜在的な交絡変数についてのグループと、グループの適切な記述と各段階での治療法のマッチングと、評価する人々から治療法の選択を隠すことを示した。このプロトコルはエビデンスレベルの分類を提供しなかったが、研究が決まった基準を満たしているかなどの、根拠に基づく分類から治療法を含んだり排除したりした。
U.S. National Registry of Evidence-Based Practices and Programs (NREPP)により評価プロトコルが開発されてきた。このプロトコルの下での評価は、少なくとも介入に関してすでにひとつ以上のプラスのアウトカムが、5%以下の確率でレポートされている場合と、ピアレビュージャーナルまたは研究レポートで出版された場合と、トレーニング素材などの文書が入手可能になっている場合のみにされる。NREPPの評価は、ある基準に対して0から4までの質の評価を割り当てており、研究で使われたアウトカム測定の信頼性と妥当性と、介入の厳守のエビデンス（毎回同じ方法での、治療法の予測可能な使用）と、欠測データと消耗のレベルと、潜在的な交絡変数と、サンプルサイズを含む統計的操作の適切性を検査する。
Mercer and Pignottiにより提案されたプロトコルは研究の質と他の基準の両方を分類することを意図された分類法を使う。このプロトコルでは、根拠に基づく介入は、確立された治療法の比較をしているランダム化デザインでの研究と、結果の独立した再現と、アウトカムのブラインド評価と、マニュアルの存在に支持されている介入である。根拠に支持された介入は、対象者内のデザインを含む、非ランダム化デザインと、前述のカテゴリーの基準を満たす介入である。根拠から情報を得た治療法とは、対象グループではない母集団でテストされたケーススタディと介入を伴い、独立した再現をもたないものである。マニュアルは存在し、害または潜在的な害をもたらすというエビデンスがないものである。信念（考え）に基づく介入は、出版された研究レポートや合成したケースに基づいたレポートがないものである。信念（考え）に基づく介入は宗教的原理またはイデオロギーに基づく原理かもしれず、受け入れられた根拠はないのに従来の考えの中に基づくことを主張するかもしれない。マニュアルはあるかもしれないし、ないかもしれない。そして、害または潜在的な害をもたらすというエビデンスはない。最後に、潜在的に有害な治療法のカテゴリーは、有害な精神的効果または身体的効果が文書化されており、マニュアルやほかのソースが害の可能性を示している介入のことである。
研究の質の評価のプロトコルはまだ発展中である。今までのところ、利用できるプロトコルはアウトカム研究が効き目（理想条件で行われた治療のアウトカム）、または有効性（普通の、予想できる条件で行われた治療のアウトカム）のどちらに関連しているかに比較的注意を払っていない。

### エビデンスの生産
介入の有効性に対するエビデンスを作り出す人のための標準的な経路を提供するプロセスは特定されてきた。元々住宅部門でのエビデンス生産のためのプロセスを確立するために作られてきたが、その標準は本質的に一般的で、さまざまな実践の領域と潜在的な利害のアウトカムにわたって適用可能である。

### メタアナリシスと系統的な研究の統合
たくさんの小さくて弱い介入の研究がある場合、統計的メタアナリシスは研究結果をまとめ、治療のアウトカムについてのより強い結論を得るために使われる。これは介入についてのエビデンスの土台を確立するための重要な貢献になりうる。
他の状況で、研究アウトカムの一郡についての事実は、系統的な研究統合(systematic research synthesis (SRS))のかたちで集められて議論されるかもしれない。系統的な研究統合(SRS)は、選ばれた評価プロトコルによって、多かれ少なかれ有益になりうる。そして選択の誤りとプロトコルの使用は誤った報告につながる。介入に関する系統的な研究統合(SRS)レポートの有意味性は検討中の研究の質によって限定される。しかし、系統的な研究統合(SRS)レポートは読者が根拠に基づく実践(EBP)に関連した選択を理解しようとするときに助けになりうる。
Millerらは治療のアウトカム研究を検証するメタアナリシスの使用についての素晴らしい例と詳説を提供しており、エビデンスのレベルの連続体の強い端から、厳格な経験的研究の原理を組み込んでいる。また、この教科書は含まれた研究がどうやって選ばれたか（たとえば、ピアレビュージャーナルに現れた2つの異なるアプローチを見ているコントロール研究）、またそれぞれの研究がどのように有効性（アウトカムはどう測定されたか）と信頼性（その研究は自分がしたと言っていることを実際にしているか）をチェックされたかなどを詳説しており、（アウトカムによってではなく）研究の質によって重み付けされた累積エビデンススコアを作り、それによって「より強い設計」とより優れた方法論的な品質評価を持つ研究の方が、それらが弱い研究よりも多くのウェイトを持つようになるとしている。 その結果、48の治療法のランク付けが行われ、エピソードと伝統と伝承を超えて支持可能な治療法を選択するための基礎が提供された。

### 社会的政策
政府やNGOセクターが実施している社会政策やその他の決定やプログラムの全範囲が、有効性についての妥当な証拠に基づいているべきという要求はますます高まっている。このことは、すべてのタイプの社会的プログラムについての証拠を得ることに向けられた、幅広い評価手法を使うことをますます強調することにつながった。Campbell Collaborationと呼ばれる研究コラボレーションが、社会的政策の分野で根拠に基づく社会的政策の意思決定にエビデンスを提供するために作られた。このコラボレーションは健康科学におけるコクラン共同計画によって拓かれたアプローチに従った。社会的ポリシーに根拠に基づくアプローチを用いることはいくつもの優位点がある。なぜなら社会的に受け入れられているが、実際に評価されてみると効果がないとされることが多いプログラム（たとえば、学校での薬物教育）を減らす可能性があるからである。より最近では、Alliance for Useful Evidenceが社会政策・実践におけるエビデンスの使用を支持するために確立された。Alliance for Useful Evidenceはイギリス全体のネットワークで、高い質のエビデンスの使用を促進し、戦略と政策と実践での決定に情報を与えた。機関はNesta's Innovation Skills Teamとともに、2016年に研究エビデンスの効果的な使用について、有益な実践ガイドを出版した。
証拠に基づく政策と国際開発における実践の概念は同じように強調されている。たとえば、開発に注目した文献レビューのなかで、意思決定のなかでエビデンスとデータを使い、開発の決定に情報を提供する統合された、参加型の、計画された、力を与えるアプローチは改善された結果に結びついていた。